# Tag der seltenen Krankheiten
Der Tag der seltenen Krankheiten wurde in Europa und Kanada erstmals am 29. Februar 2008 begangen, um die Öffentlichkeit auf die Belange der von seltenen Krankheiten Betroffenen aufmerksam zu machen. Ausgerufen wurde der Tag der seltenen Krankheiten von EURORDIS, einer nicht-staatlichen patientengesteuerten Allianz von Patientenorganisationen. Es wurde dabei bewusst der seltenste Tag eines Jahres, der nur alle vier Jahre vorkommende Schalttag, ausgewählt. In Nicht-Schaltjahren wird der Tag der seltenen Krankheiten am 28. Februar begangen. Die Rezeption in den Medien ist dann allerdings geringer.

## Motto
Jedes Jahr werden die seltenen Erkrankungen unter einem besonderen Blickwinkel betrachtet und mit einem Motto in den Mittelpunkt der weltweiten Aktionen gestellt:
- 2020 – Selten bedeutet viele. Selten ist stark. Selten ist stolz! (Rare is many. Rare is strong. Rare is proud!)
- 2019 – Brückenschlag zwischen Gesundheits- und Sozialfürsorge (Bridging health and social care)
- 2018 – Setz dein Zeichen für die Seltenen (Show your rare – Show you care)
- 2017 – Forschen hilft heilen! (With research possibilities are limitless)
- 2016 – Gebt den Seltenen Eure Stimme! (Join us in making the voice of rare diseases heard)
- 2015 – Tag für Tag, Hand in Hand (Day-by-day, hand-in-hand)
- 2014 – Gemeinsam für eine bessere Versorgung (Join together for better care)
- 2013 – Solidarität ohne Grenzen (Rare disorders without borders)
- 2012 – Selten doch gemeinsam stark (Rare but strong together)
- 2011 – Selten aber gleich (Rare but equal)
- 2010 – Patienten und Wissenschaftler: Partner für das Leben (Patients and researchers – partners for life)
- 2009 – Seltene Erkrankungen als eine Priorität der öffentlichen Gesundheit (Rare diseases as a public health priority)
- 2008 – Seltene Erkrankungen als eine Priorität der öffentlichen Gesundheit (Rare diseases as a public health priority)